# Acharia stimulea
Acharia stimulea is een vlinder uit de familie van de slakrupsvlinders (Limacodidae). De wetenschappelijke naam van de soort werd in 1860 gepubliceerd door Clemens.
Acharia stimulea komt voor aan de oostkust van de Verenigde Staten.
De larve van deze soort is de zadelrups. De rups is voornamelijk groen, met bruine uiteinden en een opvallende witgerande bruine stip in het midden die lijkt op een zadel. Aan ieder eind heeft de rups een paar hoornachtige uitsteeksels voorzien van prikkende haartjes die een irriterend gif afscheiden. Aanraking met deze haartjes kan een pijnlijke gezwollen huiduitslag en soms misselijkheid veroorzaken. De rups komt soms op ingevoerde sierplanten in Europa voor.

## Synoniemen
- Empretia stimulea Clemens, 1860
- Limacodes ephippiatus Harris, 1869
- Sibine ephippiatus Kirby, 1892
- Sibine stimulea (Clemens, 1860)